# Пінчук Петро Федорович
Петро Федорович Пінчук (нар. 29 березня 1953, с. Мирне) — український художник, режисер-постановник, лялькар.

## Життєпис
Народився Петро Федорович Пінчук 29 березня 1953 року в селі Мирне Костопільського району Рівненської області. Здібності художника у Петра Федоровича виявився ще в дитинстві. У 1967 році — ще під час навчання у сьомому класі Мирненської ЗОШ, з'являється його перший твір іконописного жанру — зображення Миколи Чудотворця, який й донині тішить погляд вірян рідного села.

## Творча характеристика

### Петро Пінчук— художник
З-під пензля художника вийшло чимало картин. Серед них — «Древо роду», «Весна в Сенеже», «Дитинство», «Зеленеє жито, зелене», «Зима на Дніпрі», «На Івана Купала», «Мамай», «Моє древо» та ін.

### Петро Пінчук— художник-постановник
У 1978 році закінчив Одеське художнє училище ім. М. Б. Грекова. З 1978 року працює в Одеському театрі юного глядача ім. Ю. Олеші художником-постановником. Учасник Республіканських та обласних виставок художників театру, кіно і телебачення. З 1980 року член Спілки Театральних Діячів України. Член театральної секції при спілці художників України в місті Одеса. Петро Пінчук поставив як художник-постановник у різних театрах України і колишнього СРСР понад 60-ти вистав. З Марісом Лієпа поставив три одноактні балети в м. Харкові: «Бачення троянди», «Гамлет», «Ромео і Джульєтта», і оперету «Містер Ікс» у Миколаївському музично-драматичному театрі, «Ноїв ковчег» — автор п'єси В. Босович за мотивами Біблії. У 1984-1988 роках працював головним художником державного Одеського облтелерадіокомітету. У 1985 році закінчив Львівський поліграфічний інститут (Худграф). У 1985-1992 роках працював головним художником Одеського українського музично-драматичного театру. Закінчив творчу театральну лабораторію відомого українського сценографа Данила Лідера. У 1991 році з ВПТО Москва як художник-постановник зняв 10-ти серійний фільм «Чарівний світ балету», у якому знімалися зірки радянського балету Володимир Васильєв, Ільзе Лієпа, відомий комік і актор Юрій Нікулін. Як сценарист та режисер-постановник Петро Пінчук зняв музичний фільм про відомого Одеского піаніста Юрія Кузнецова «Мизерере», музичний фільм «Наві і Яві», Фільм «Космічна містерія» на основі скульптур з бронзи і гірського кришталю відомого Одіссея скульптора Михайла Реви. Фільми стали лауреатами міжнародного фестивалю «Оксамитовий сезон» 1996 року, призерами телевізійного фестивалю «Медіавете» Угорщина (1995 рік). У минулому році як художник-постановник в Одеському музично-драматичному театрі створив виставу за відомим твором М. Гоголя «Сорочинський ярмарок».

### Петро Пінчук— режисер-постановник
Петро Пінчук разом з Євгеном Березняком є режисерами-постановниками відомого українського повнометражного історичного художнього фільму «Дума про Тараса Бульбу» — екранізації повісті Миколи Гоголя «Тарас Бульба», створена українськими кінематографістами. Фільм вийшов на екрани у 2009 році.

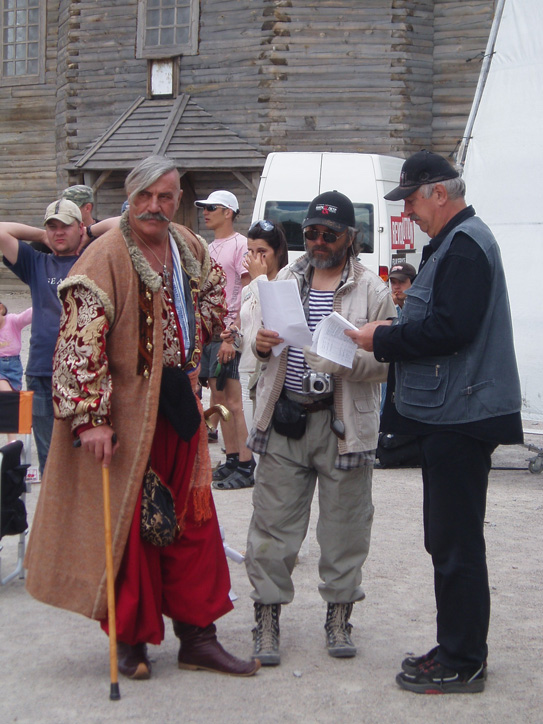
Робочі моменти під час зйомки фільму «Тарас Бульба»

### Петро Пінчук— майстер авторської ляльки
Нині на творчій ниві в світі прогресує новий вид мистецтва, до якого входять такі напрямки мистецтва, як скульптура, живопис, театрально-декораційне мистецтво — це авторська лялька в єдиному екземплярі. Петро Пінчук є одним з відомих у світі художником цього напряму. Він створює ляльки з деревини та паперклею в особливому авторському стилі, де головне — це вдала передача внутрішнього світу персонажа за допомогою одягу, форми голови і тіла, прикрас, виразу обличчя та навіть використання сакральних знаків. Він учасник міжнародних виставок авторських ляльок у Парижі та Празі.
Участь: тематичні виставки галереї Карини Шаншіевой в Манежі, ЦДХ м. Москва 2005–2006 рр., Щорічні Міжнародні виставки авторських ляльок «Ляльки світу» в Манежі у Москві 2007–2012 роки, Міжнародні виставки авторської ляльки «Київська казка» в Києві, Міжнародна виставка авторської ляльки в Празі, в Одесі. У 2012 році участь Петра Пінчука в Донецьку у виставковому залі «АртДонбас» зі своїми живописними роботами та авторськими ляльками, де він давав інтерв'ю про цей вид мистецтва: Петро Пінчук розповів: 
| Художника завжди тягне до чогось нового. Я став пробувати себе як автор і режисер телевізійних фільмів. Але мене тягнуло до колишнього, рукотворного мистецтва. І я вирішив спробувати себе як художника-лялькаря. Адже це мистецтво в якому є все, живопис, театр і режисура образів. Величезне поле для самореалізації як художника, так і особистості. Це свобода. Я працюю в стилі «Антик». Стилізація моїх робіт допомагає мені розкрити характер персонажа. Це люди, які оточують нас в повсякденному житті. А фактура і костюми, в які я їх одягаю, «демократичні» сьогоднішньому часу і допомагають виразити характер персонажа. Надихають різні випадки на образ персонажа — від прочитаного оповідання Лєскова, до просто характеру сучасного олігарха. Це демократичний вид мистецтва для художника в сучасному світі... |

## Галерея вибраних творів

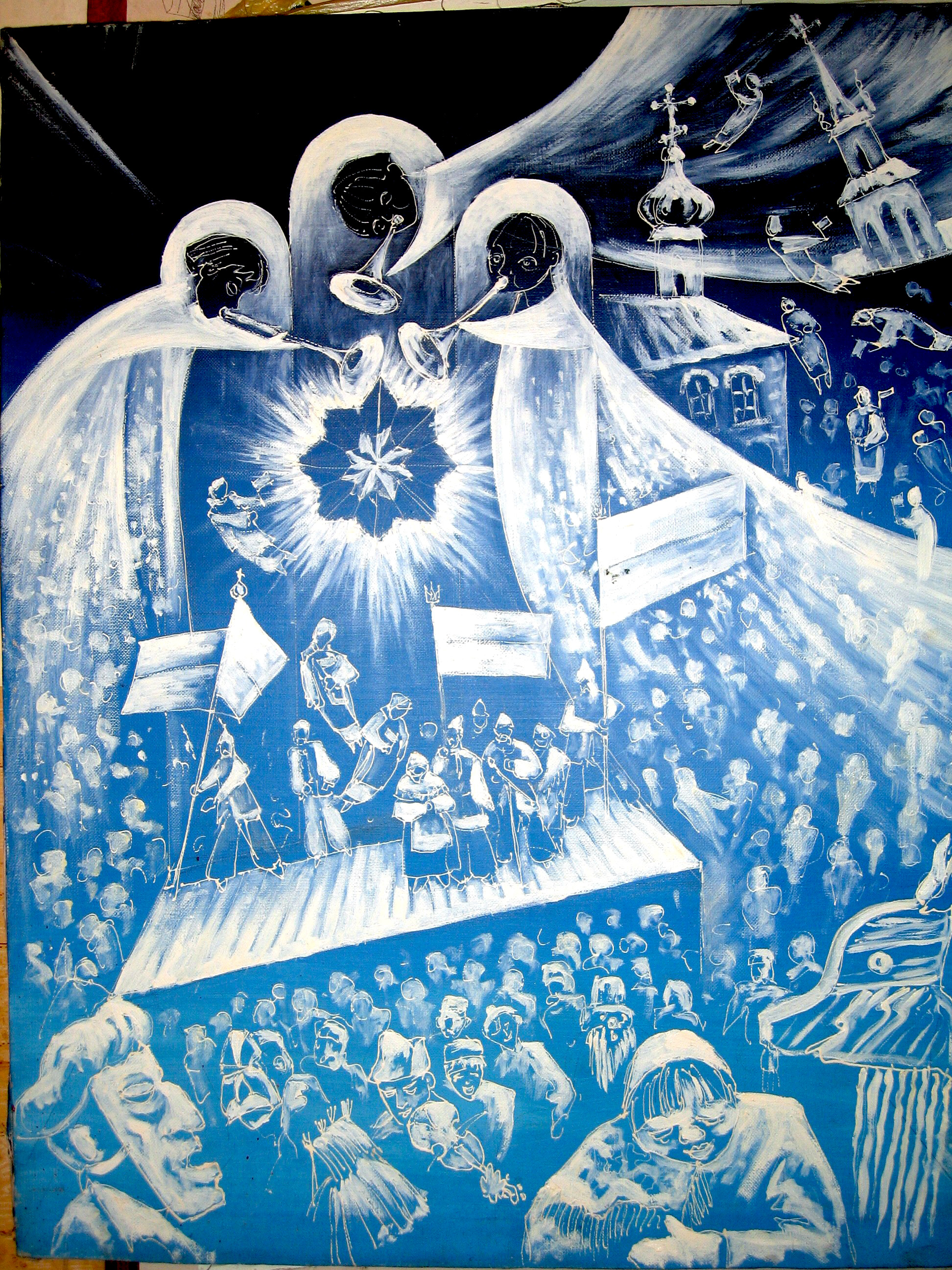
Різдво Христове
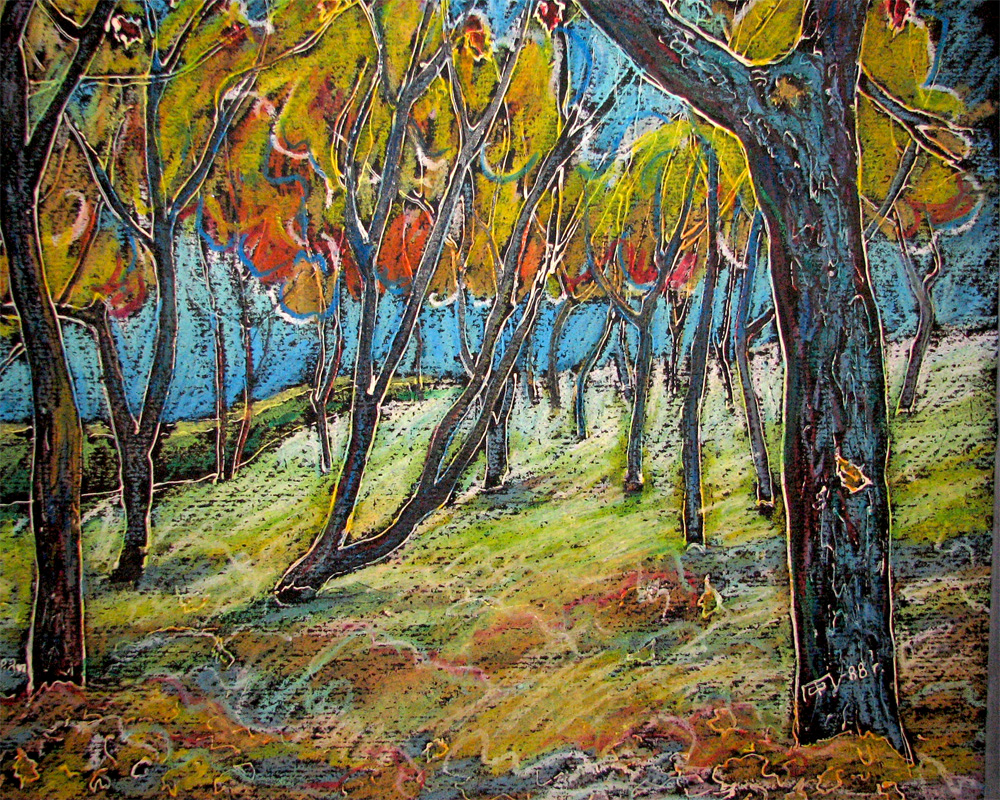
Одеса
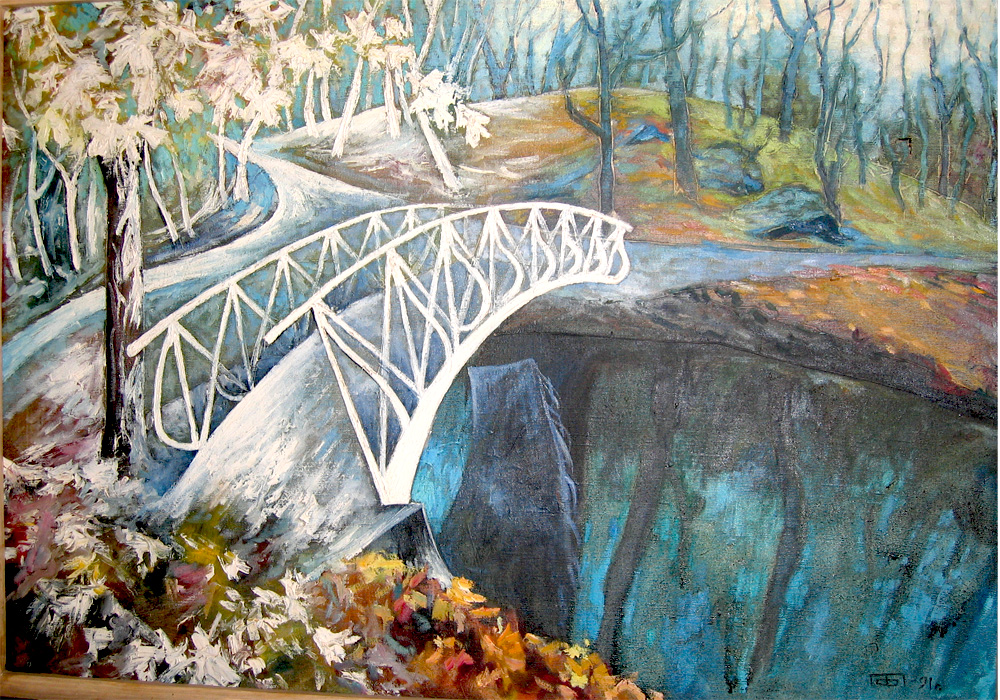
Місток в Софії
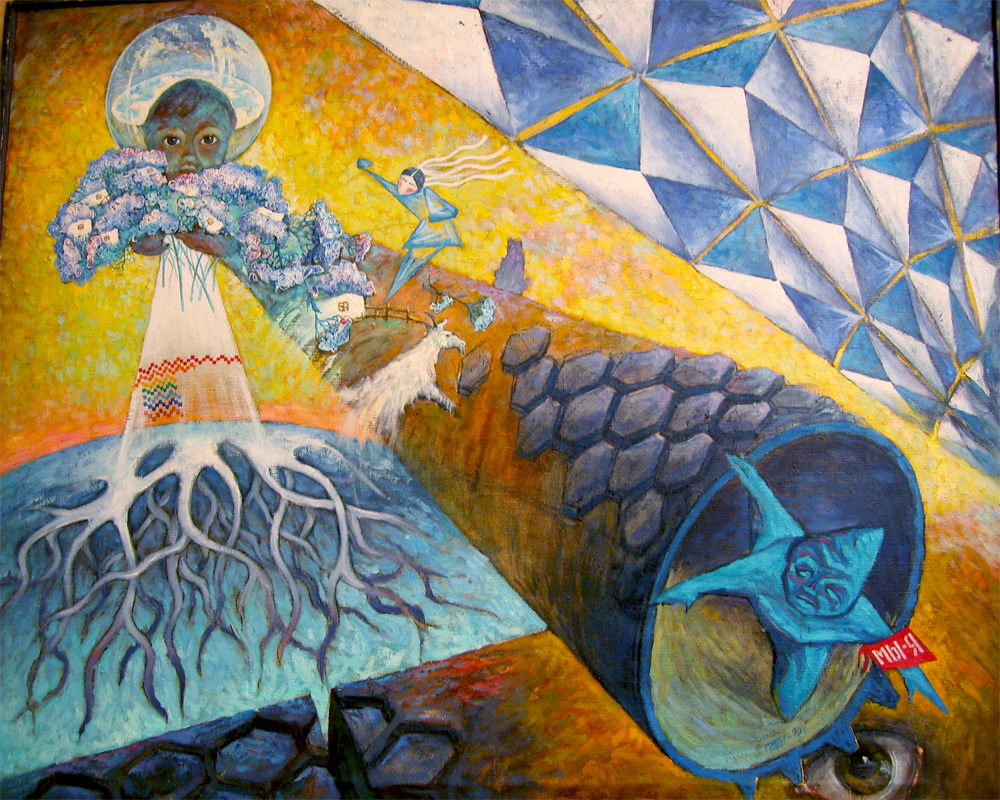
Мої коди
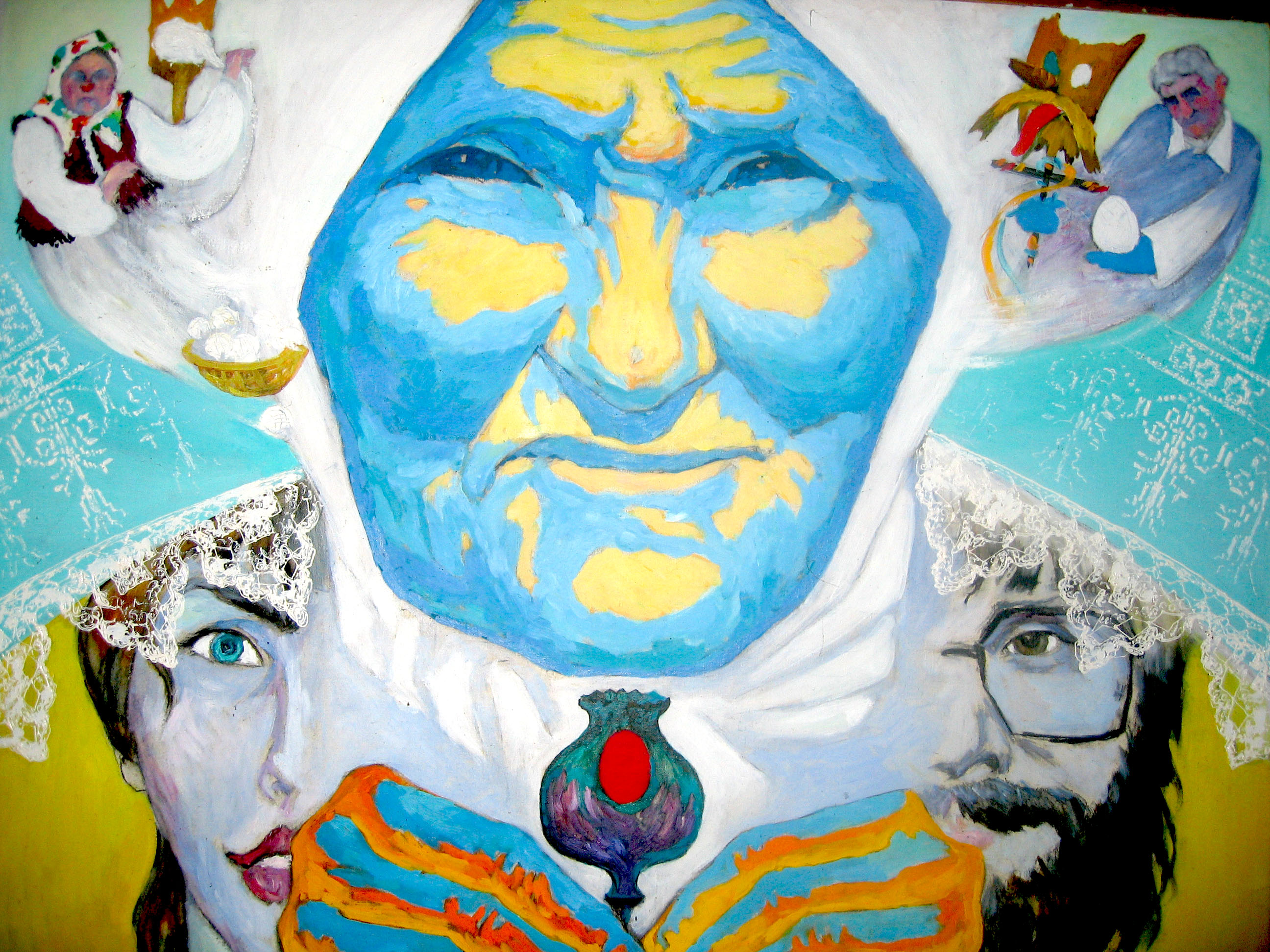
Моє дерево
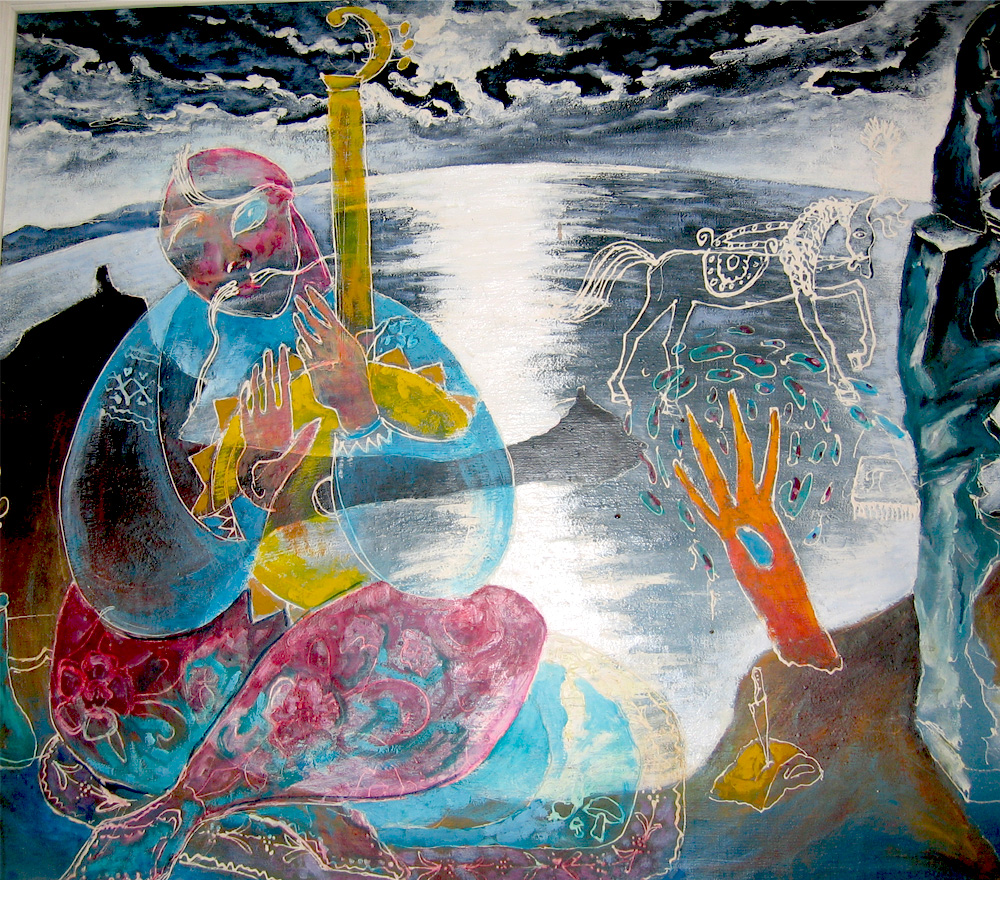
Мамай
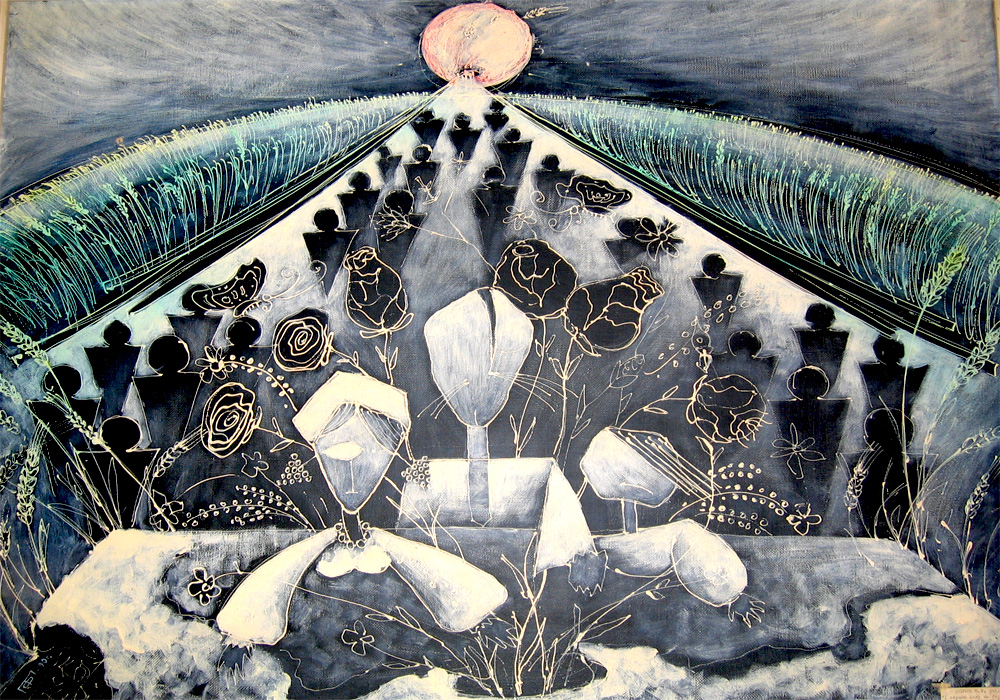
Зеленеє жито зелене
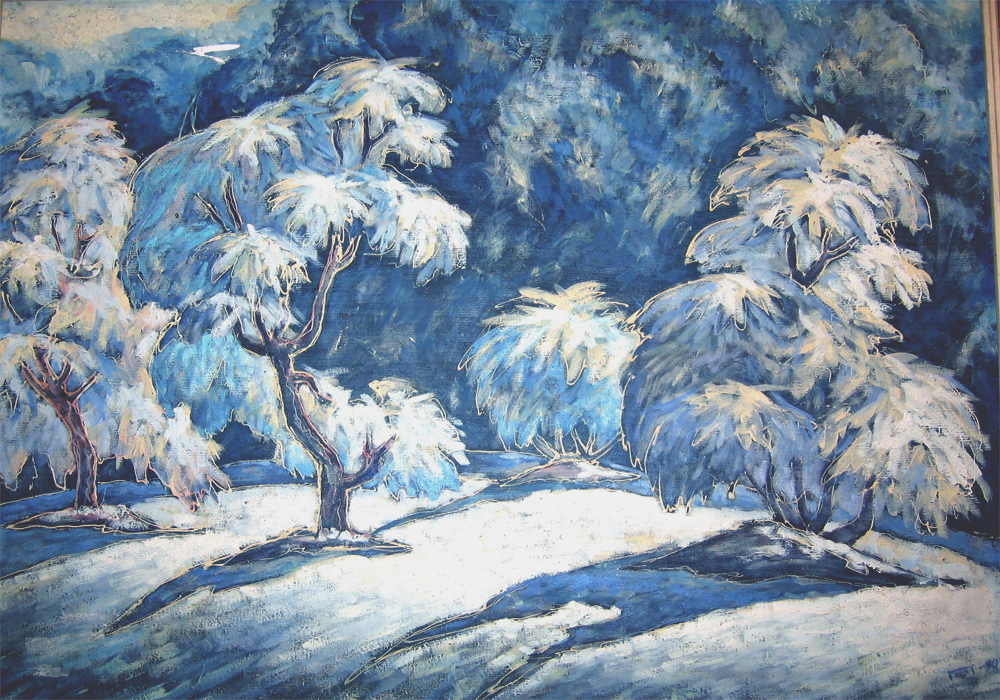
Зима на Дніпрі
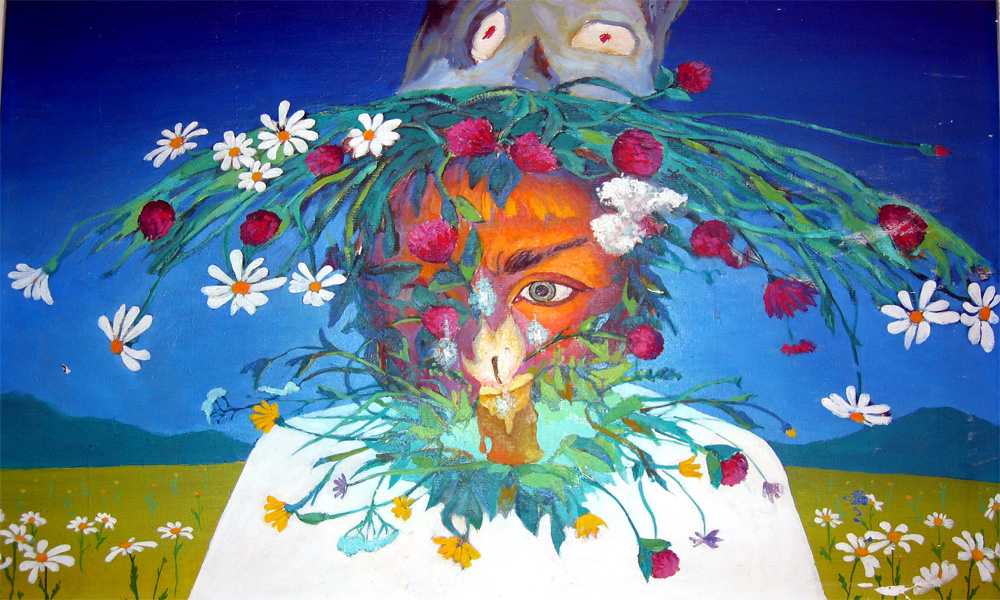
Івана Купала
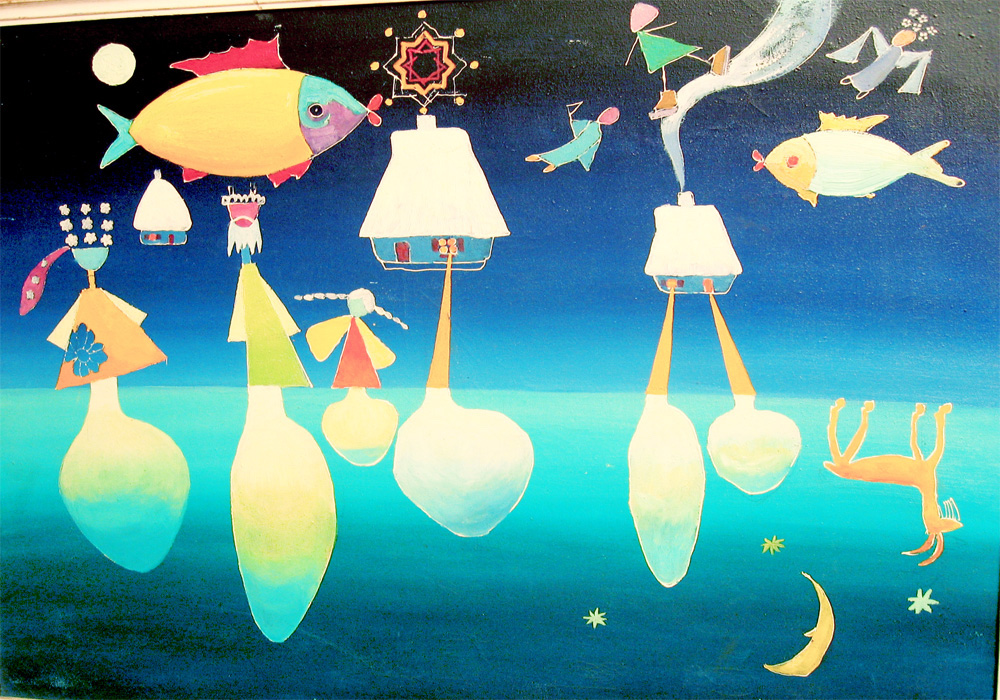
Дитинство
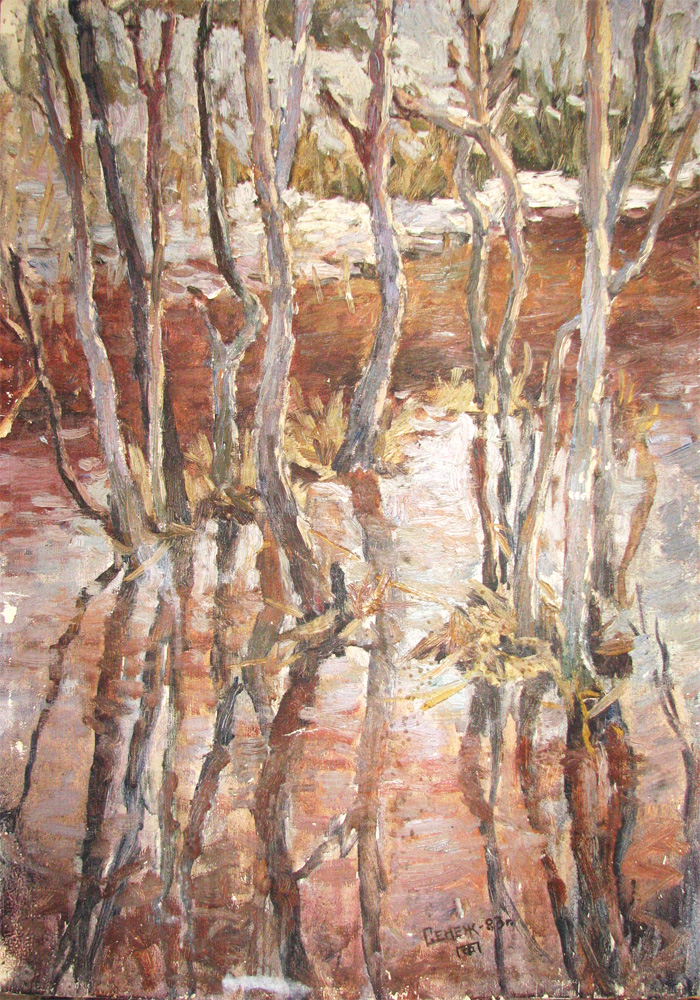
Весна в Сенежі
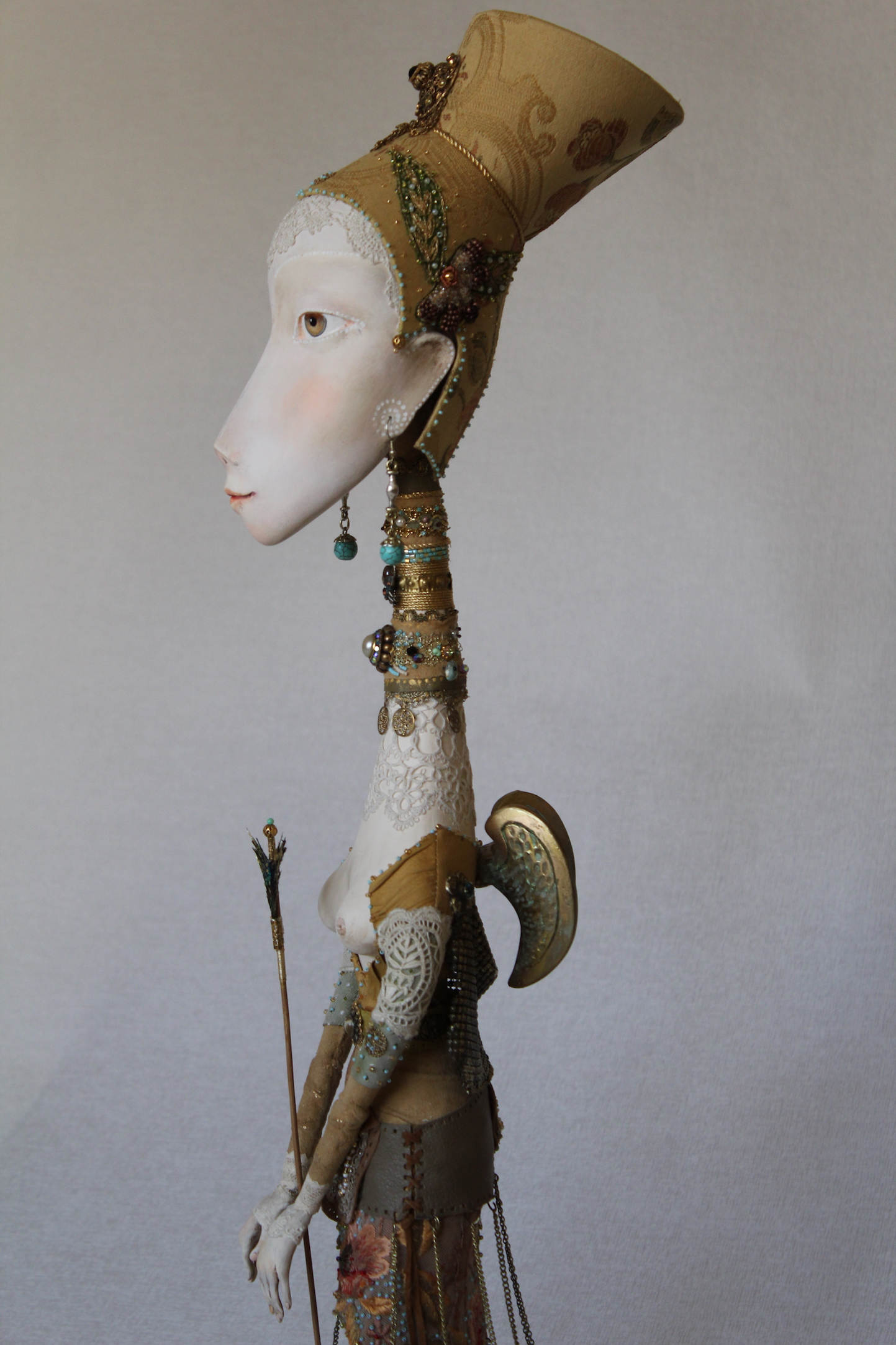
Атейя
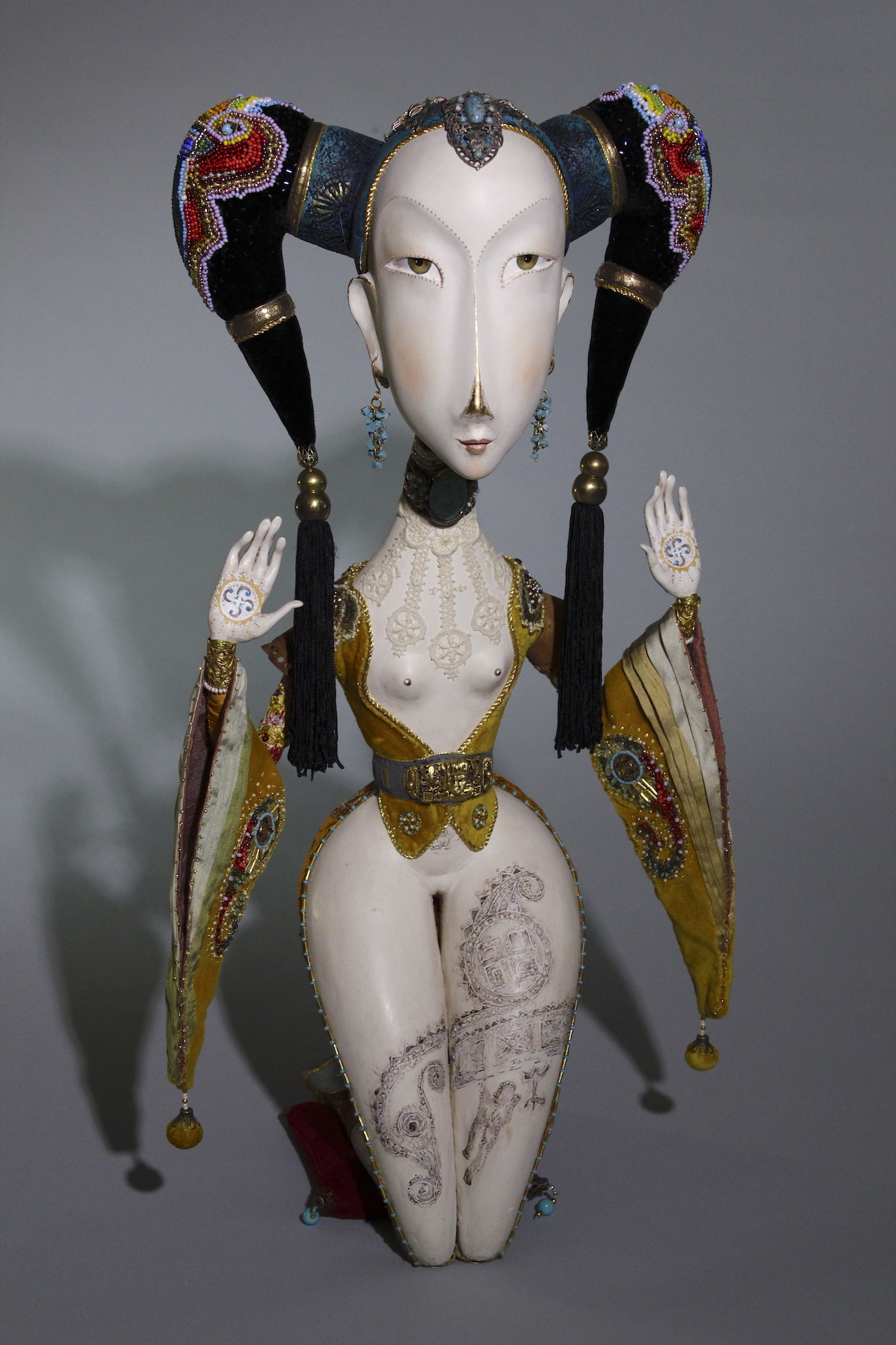
Ведана
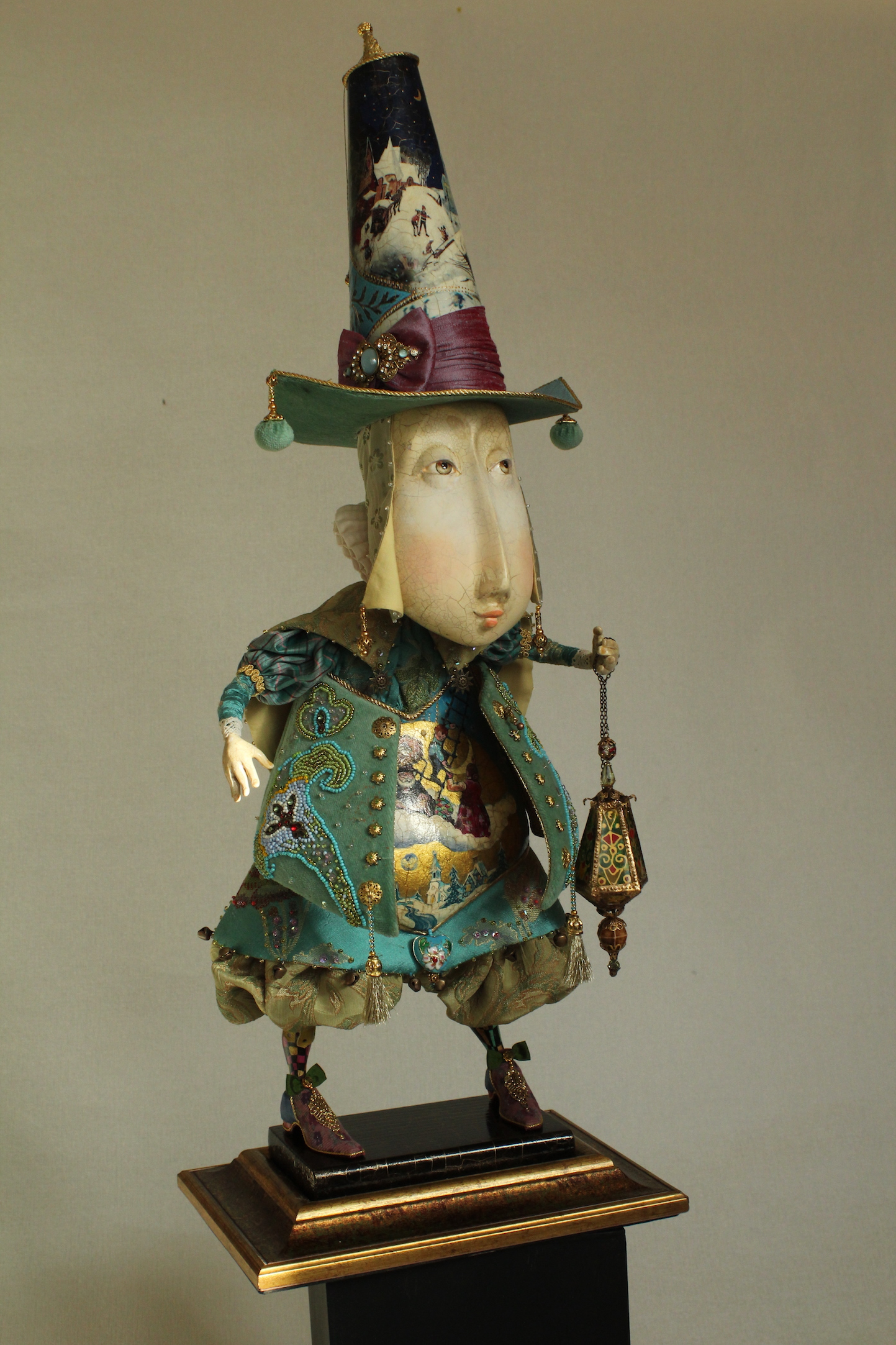
Фонарщик
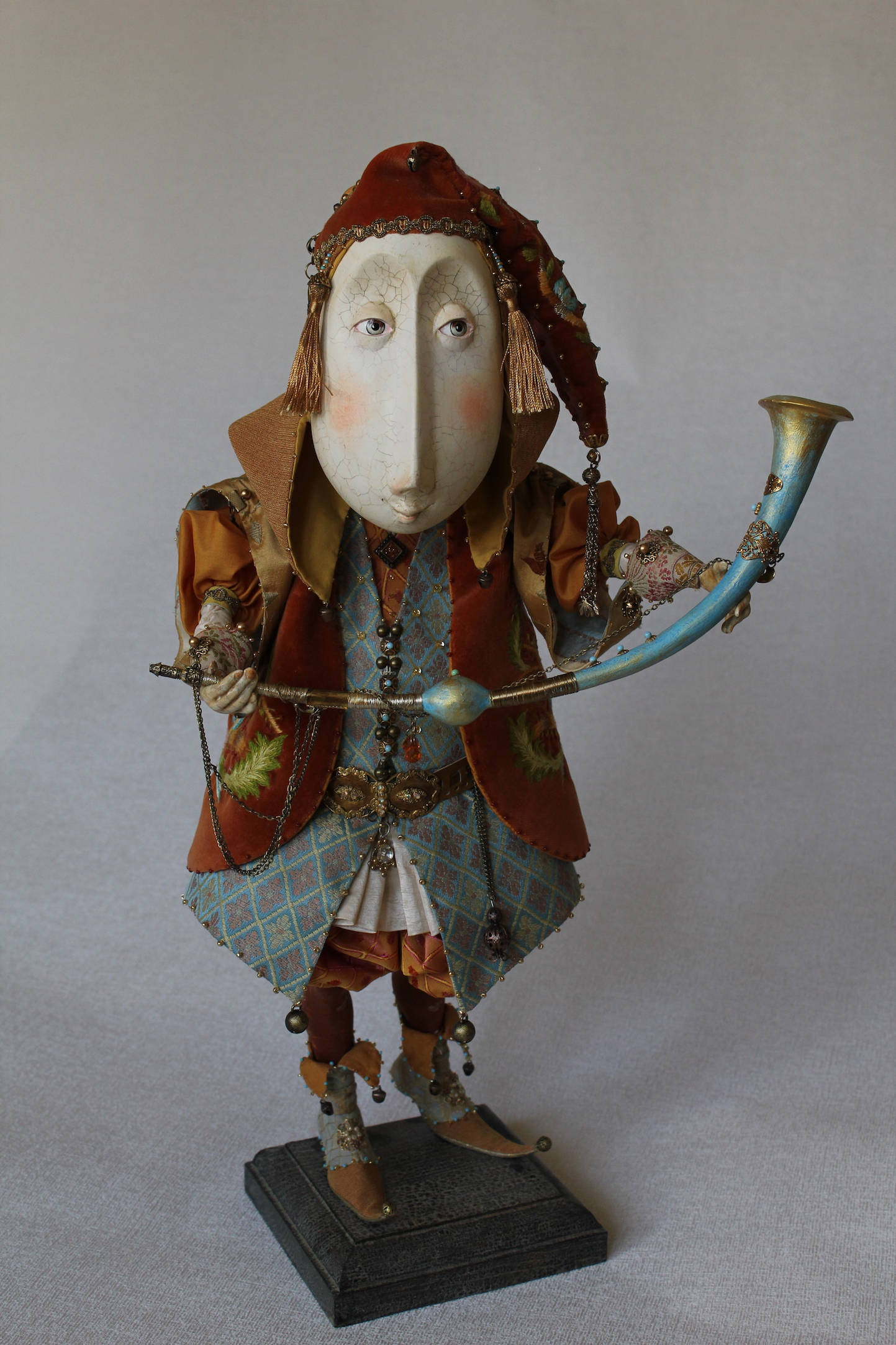
Золотих справ майстер
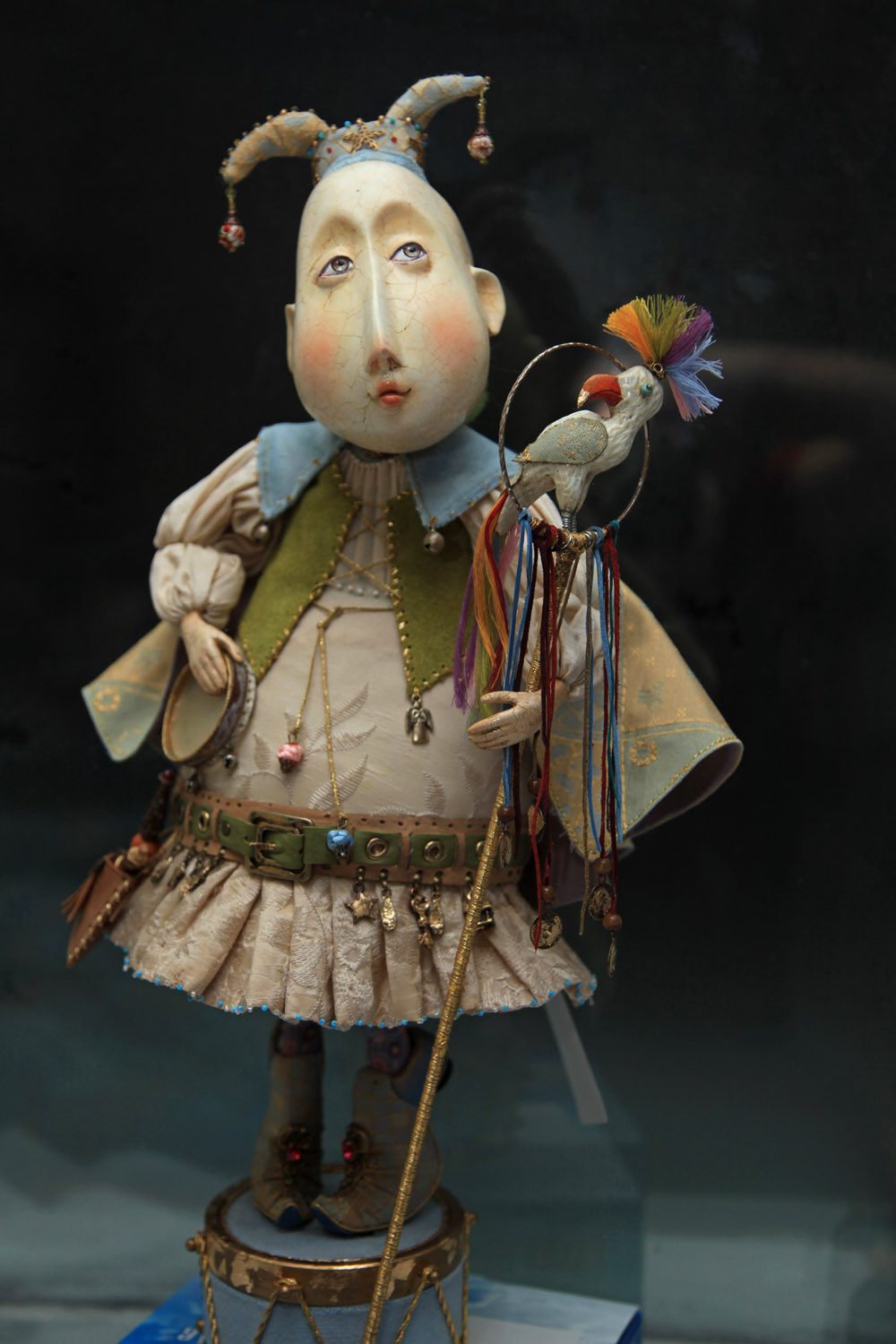
Панфалон
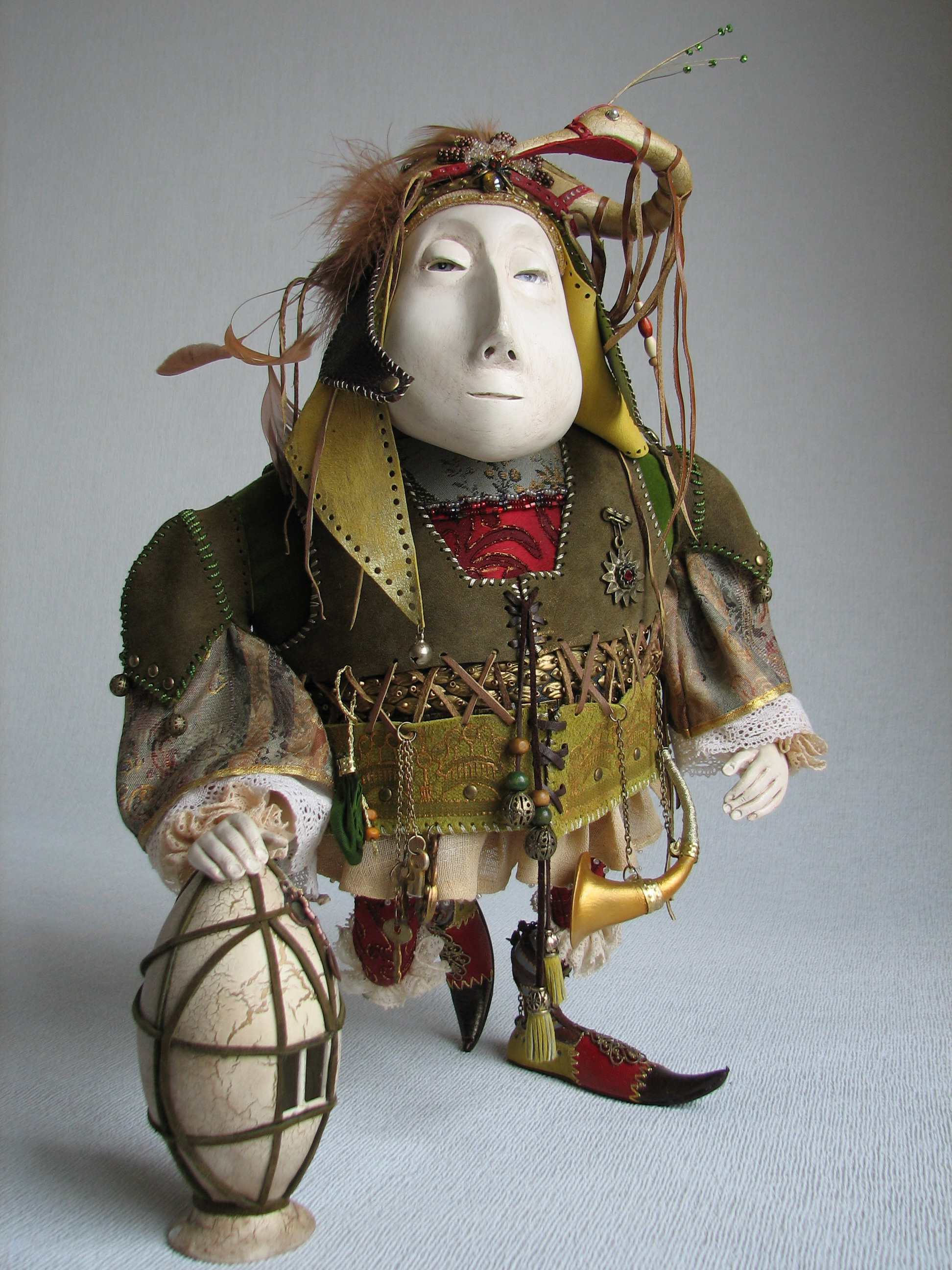
Птицелов
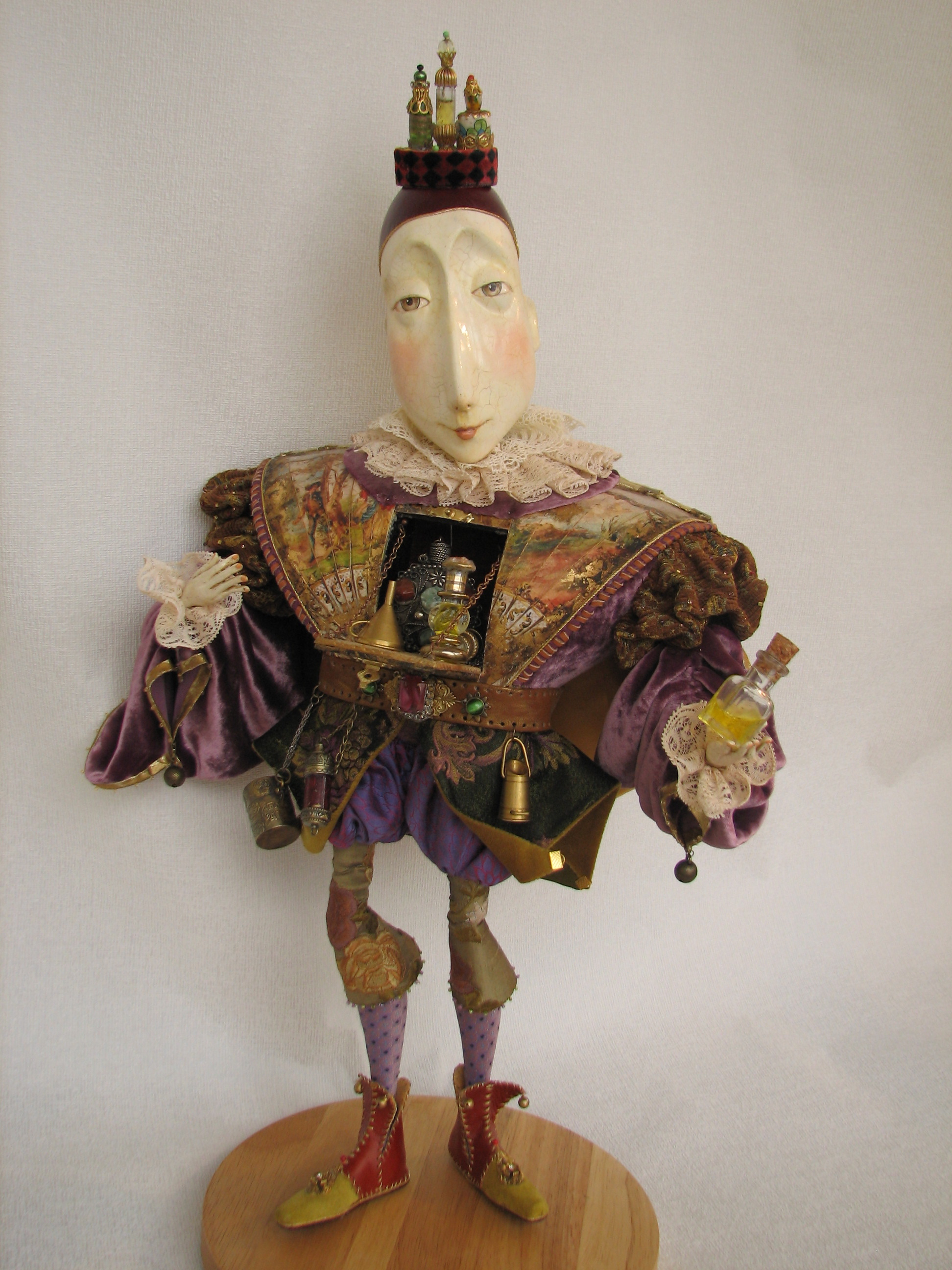
Парфумер
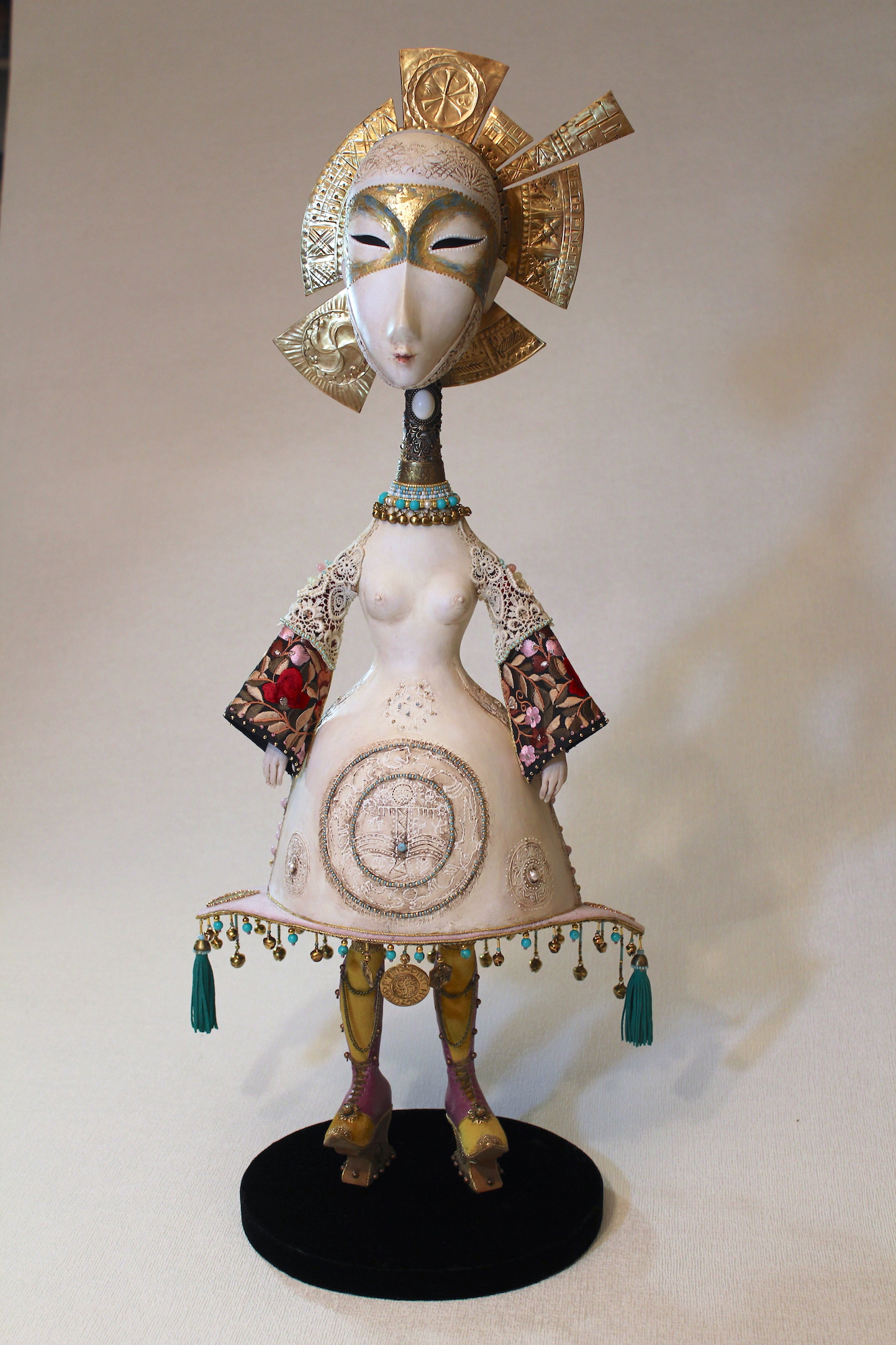
Сати
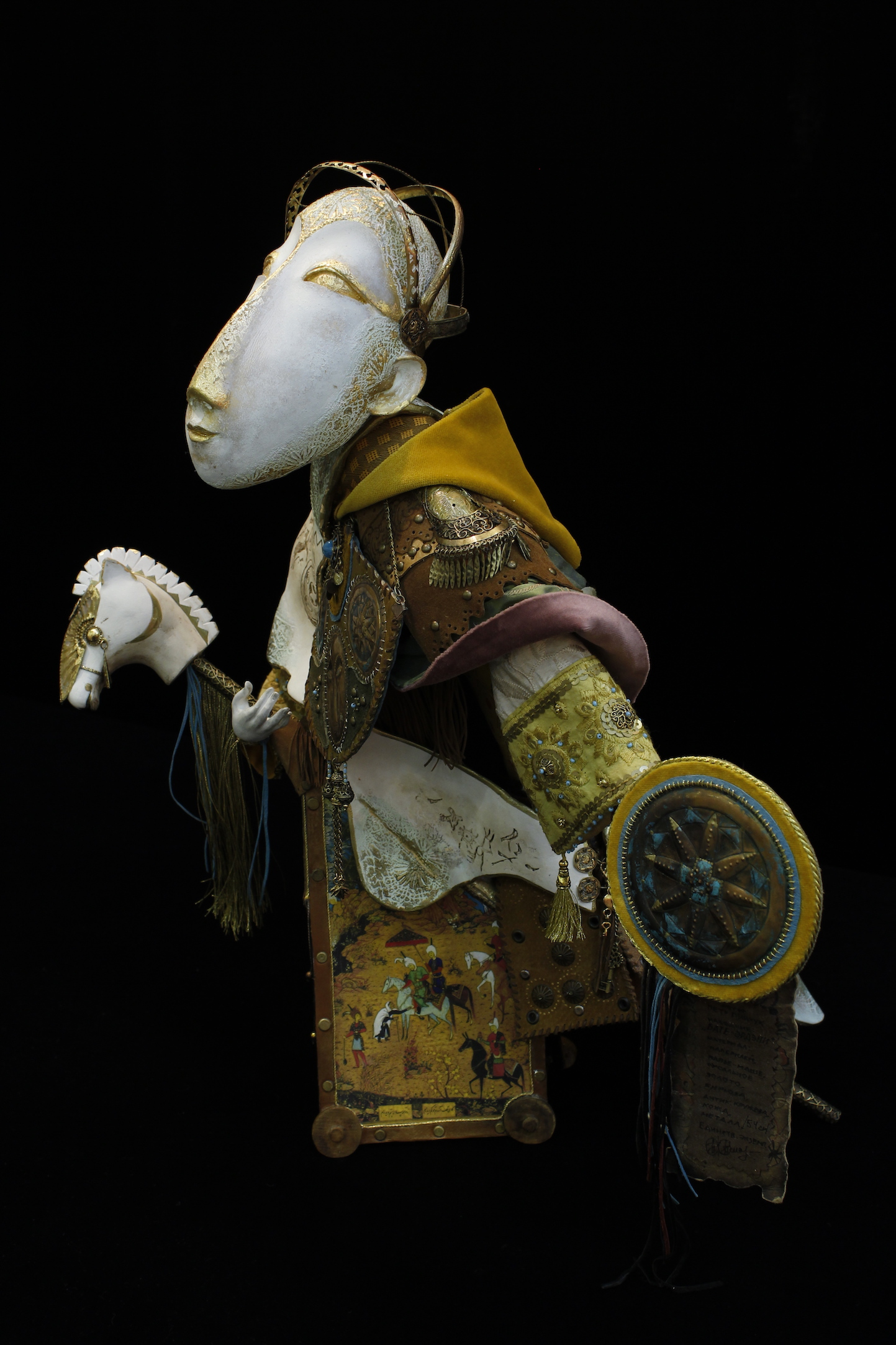
Бата Ердене